# Salmo schiefermuelleri
Salmo schiefermuelleri är en fiskart som beskrevs av Bloch, 1784. Salmo schiefermuelleri ingår i släktet Salmo och familjen laxfiskar. IUCN kategoriserar arten globalt som otillräckligt studerad. Inga underarter finns listade i Catalogue of Life.